# Elecciones generales de Tanzania de 1965
Las elecciones generales de Tanzania de 1965 se llevaron el 30 de octubre del mismo año. Era la primera elección general de Tanzania. Ese mismo año se configuró como Estado unipartidista, donde solo la Unión Nacional Africana de Tanganica (TANU) era el único partido legal.

## Antecedentes

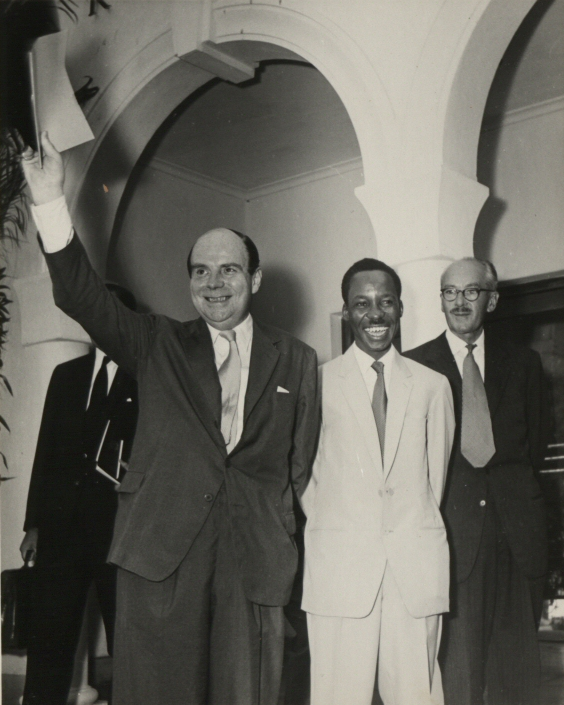
Julius Nyerere, junto a Ian Mcleod, en la conferencia que consiguió la independencia a Tanganica (1961).

El país era un Estado unipartidista. Toda las demás agrupaciones políticas se encontraban ilegalizadas, por lo que no existía oposición. La Unión Nacional Africana de Tanganica (TANU) controlaba el poder político, militar y económico de Tanzania.
El procedimiento para la selección de los candidatos estaba sujeto a las siguientes condiciones:
- Las candidaturas debían ser de cualquier miembro del TANU.
- Debían los interesados presentarse a la Conferencia Distrital del TANU.
- Debían los interesados ser aprobados por el Comité Ejecutivo Nacional.

Sin embargo, la Asamblea Nacional incluyó diputados adicionales que no requirieron elección directa. En estos se incluían 27 comisionados regionales que eran elegidos por el Presidente de la República y 20 parlamentarios designados por el Consejo Revolucionario de Zanzíbar. Para seleccionar al candidato presidencial se estipulaba las recomendaciones de la Comisión Política del partido. Donde la Asamblea de la colectividad proponía el nombre y luego la ciudadanía a través del voto escogía sí o no.

## Resultados electorales

### Presidenciales
|  | 96,46 % |

|  | 3,54 % |

|  | 96.2 % |

|  | 3.8 % |

|  | 100.0 % |

|  | 74.10 % |

### Asamblea Nacional
|  | 100,00 % |

|  | 98,9 % |

|  | 1,1 % |

|  | 100,00 % |

|  | 67.87 % |